# 錦糸町駅

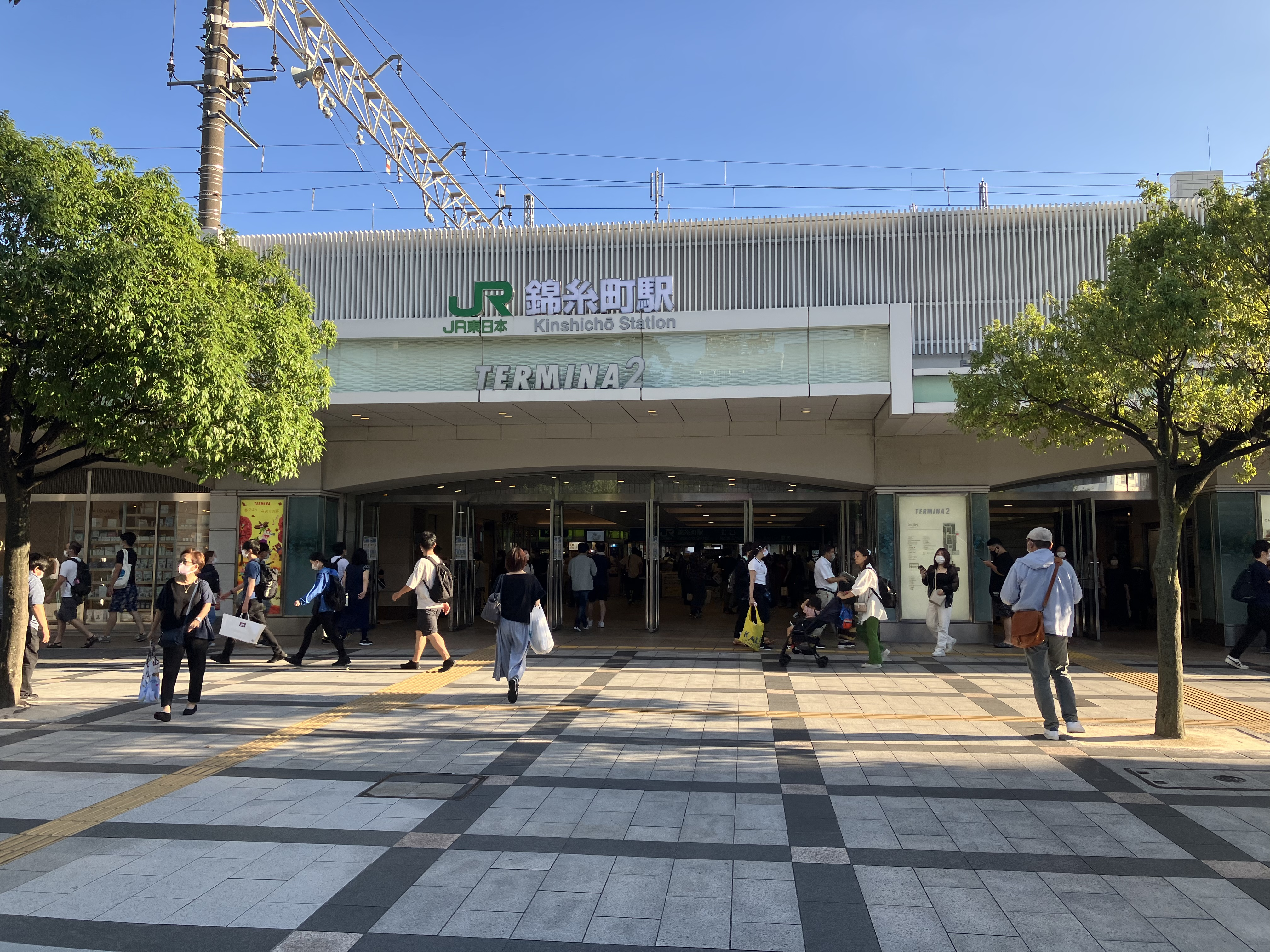
北口駅舎（2022年9月）

錦糸町駅（きんしちょうえき）は、東京都墨田区江東橋三丁目にある、東日本旅客鉄道（JR東日本）・東京地下鉄（東京メトロ）の駅である。

## 乗り入れ路線
JR東日本の各線と、東京メトロの半蔵門線が乗り入れ、接続駅となっている。また、各路線に駅番号が付与されている。
- JR東日本：各線（後述）
- 東京メトロ： 半蔵門線 - 駅番号はZ 13。

JR東日本の駅に乗り入れている路線は総武本線であり、当駅は東京駅方面の本線と御茶ノ水駅方面の支線との分岐駅となっている。当駅 - 千葉駅間は総武快速線と中央・総武緩行線との複々線区間となっている。また、特定都区市内制度における「東京都区内」に属している。
- 総武線（快速）：急行線を走行する総武本線の近距離電車。上り列車は東京駅を起点に横須賀線への直通運転も実施している。駅番号はJO 22。
- 総武線（各駅停車）：緩行線を走行する総武本線の近距離電車。当駅以西は総武本線の支線を経由し、御茶ノ水駅から中央本線を走行し[注 1]、当駅以東は総武本線の本線を走行する。駅番号はJB 22。

東京メトロ半蔵門線の列車は東急電鉄と東武鉄道との3社直通運転を行っている。

## 歴史

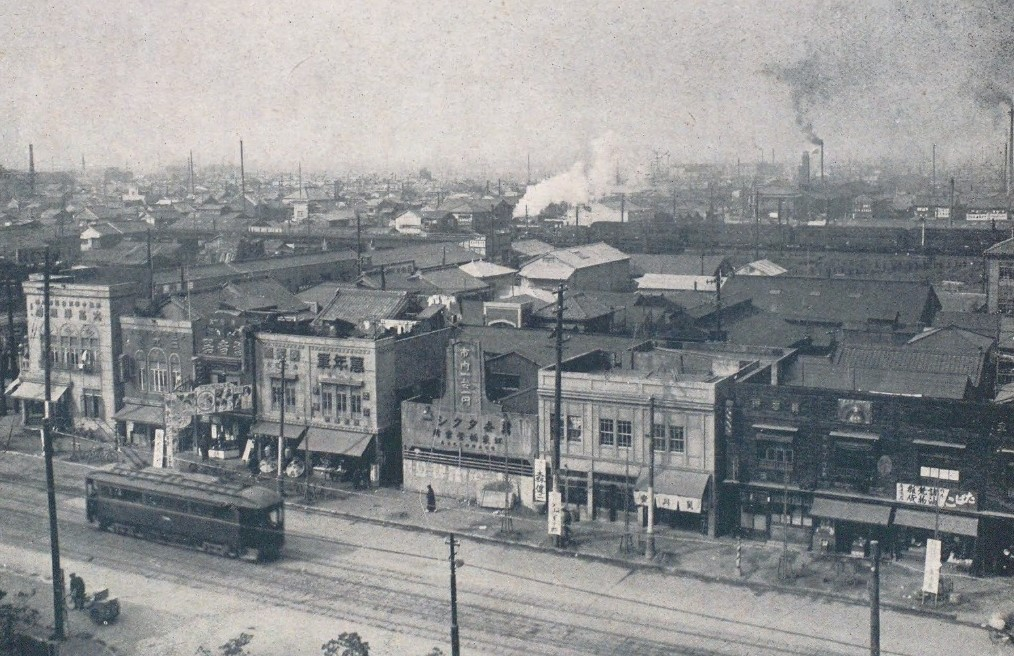
震災復興後の総武本線（高架）と錦糸町駅付近

- 1894年（明治27年）12月9日：総武鉄道の本所駅（ほんじょえき）として本所区錦糸町に開業[2]。
- 1895年（明治28年）：総武鉄道本所工場および本所機関庫を駅構内に開設。
- 1907年（明治40年）9月1日：鉄道国有法により買収され、国有化[2]。
- 1915年（大正4年）
  - 5月1日：錦糸町駅に改称[2][注 2]。
  - 5月11日：本所工場と本所機関庫をそれぞれ錦糸町工場と錦糸町機関庫に改称。
- 1923年（大正12年）9月1日：関東大震災により、壊滅状態となる[2]。その後、工場と機関庫は新小岩操車場（現・新小岩信号場駅）に移転。
- 1945年（昭和20年）3月10日：東京大空襲により、全焼[2]。
- 1961年（昭和36年）
  - 11月25日：南口駅ビルの駅務部分を使用開始[新聞 1]。
  - 11月28日：南口に駅ビル「駅ビルきんし町」（現・テルミナ）が開業する[3]。
- 1967年（昭和42年）10月1日：東京日産化学専用線およびシェル石油専用線が廃止。
- 1972年（昭和47年）7月15日：総武快速線東京 - 錦糸町間開業に伴い、総武緩行線と総武快速線の乗換駅となる[2]。
- 1980年（昭和55年）5月30日：北口に「らがーる」（現・テルミナ2）が開業する[3]。
- 1987年（昭和62年）4月1日：国鉄分割民営化に伴い、国鉄の駅は東日本旅客鉄道（JR東日本）の駅となる[2]。
- 1993年（平成5年）3月13日：北口に自動改札機を設置[4]。
- 2001年（平成13年）11月18日：JR東日本でICカード「Suica」の利用が可能となる[報道 1]。
- 2003年（平成15年）
  - 3月19日：帝都高速度交通営団（営団地下鉄）半蔵門線の駅が開業[5][報道 2]。営団地下鉄・JR東日本の乗換業務を開始。
  - 7月23日：テルミナウエストウィングが開業する[3]。
- 2004年（平成16年）4月1日：営団地下鉄の民営化に伴い、半蔵門線の駅が東京地下鉄（東京メトロ）に継承される[報道 3]。
- 2007年（平成19年）3月18日：東京メトロでICカード「PASMO」の利用が可能となる[報道 4]。
- 2016年（平成28年）2月2日：JR北口のみどりの窓口の営業を終了[6]。
- 2017年（平成29年）4月27日：JR南口の「テルミナ」1階がリニューアルオープンし、それに伴い駅ビル外装が改装される[7]。
- 2018年（平成30年）9月13日：半蔵門線の駅に発車メロディを導入[報道 5]。
- 2020年（令和2年）9月30日：びゅうプラザの営業を終了[8][9][報道 6]。
- 2021年（令和3年）4月3日：総武線（各駅停車）ホームでホームドアの使用を開始[報道 7]。

## 駅構造
JR東日本と東京メトロの駅は少し離れた別構内であり、両駅の出入口はやや離れている。両駅は直結しておらず、一旦屋外を少し歩く必要がある。半蔵門線の駅は、南北方向に走る道路（四ツ目通り）の地下に立地する。東西に伸びるJR総武線に対して、通路が南北方向に伸びている。

### JR東日本
島式ホーム2面4線を有する高架駅である。錦糸町営業統括センターが所在し、所長兼駅長が配置された直営駅であり、浅草橋駅 - 小岩駅間を当統括センターの管理エリアとし、錦糸町駅は管理駅として亀戸駅を管理する。みどりの窓口、多機能券売機、指定席券売機が設置されている。
当駅で各駅停車御茶ノ水・中央線方面と快速東京・横須賀線方面が分岐するため、各駅停車と快速を相互に乗り換える旅客は多い。ただし、線路別複々線であるため、快速と各駅停車の乗り換えは別ホームになり、階段・エスカレーター（ホーム中央 - コンコース間）・エレベーター（同）を経由する。当駅ホームの亀戸寄りには、ホーム間乗り換え専用通路が設置されている。

#### のりば
| 番線 | 路線                 | 方向 | 行先                         |
| ---- | -------------------- | ---- | ---------------------------- |
| 1    | 総武線（各駅停車）   | 西行 | 秋葉原・新宿・中野方面       |
| 2    | 総武線（各駅停車）   | 東行 | 新小岩・市川・船橋・千葉方面 |
| 3    | 総武線（特急・快速） | 上り | 馬喰町・東京・横浜・鎌倉方面 |
| 4    | 総武線（特急・快速） | 下り | 船橋・津田沼・千葉方面       |

当駅の西方（両国寄り）に緩行線・快速線間の渡り線が存在する。新宿方面からの特急（「あずさ」の千葉駅発着系統および、土日祝を中心に臨時列車として運行される「新宿さざなみ」や「新宿わかしお」など）はここで緩行線（御茶ノ水・中央本線方面） - 快速線（千葉方面）と転線し、当駅の快速線ホームに停車する。また、この分岐器配線の関係上、快速電車が当駅を発着した前後は大きく揺れる。
当駅は「成田エクスプレス」以外の営業列車は臨時列車も含めて停車する。かつては「ホームライナー千葉」も通過していたが、東京発「ホームライナー千葉」は過去に運転停車していたことがある。
北側には快速線の留置線が隣接し、6本の列車を止めることができる。総武快速線および横須賀線の東京駅発着で即時折り返しを行わない列車は当駅付近まで総武快速線を回送し、この留置線に一旦引き上げた後、再び総武快速線を回送して、東京駅へ向かう。留置線は両国駅方で本線と出入りする構造になっている。このため営業列車での当駅始発・終点の設定はない。
総武快速線は「通勤五方面作戦」の計画に当駅での優等列車待避が盛り込まれていたため、上下線とも通過線を設置できる構造になっている。ただし、当駅は当面の間全列車が停車するとされたため、市川駅と異なり当初から通過線は敷設されず、「成田エクスプレス」などの当駅通過列車が登場した後も敷設の計画はない。現在、上り線の予定地は広告スペースとなっており、下り線の予定地は0番留置線として使用されている。
国鉄時代には鉄道管理局の境界（東京→東京南鉄道管理局と千葉鉄道管理局との境界）が馬喰町 - 錦糸町間にあったことから、東京都内にありながら、同駅以東は千葉鉄道管理局が管轄していた。

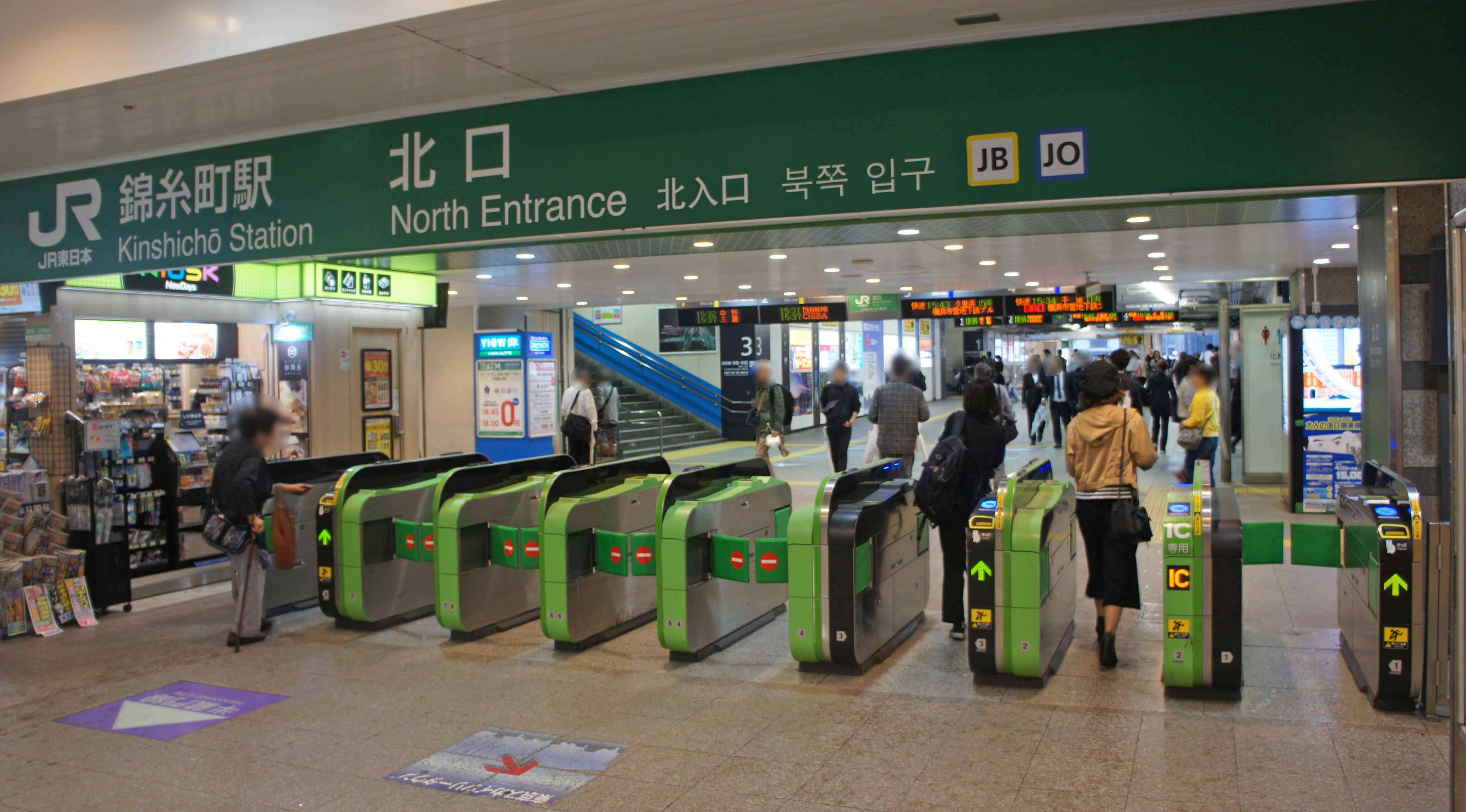
北口改札（2019年6月）
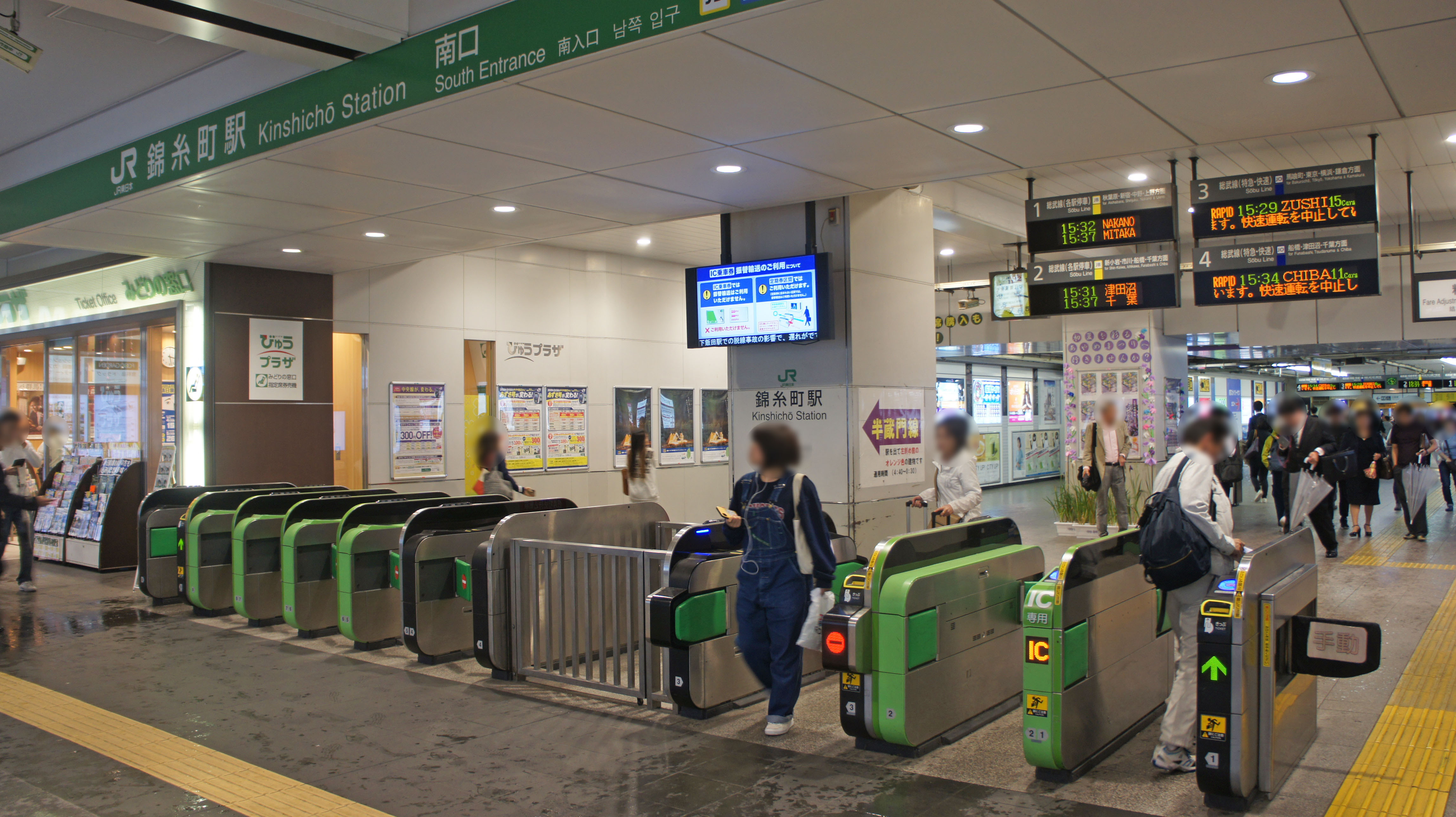
南口改札（2019年6月）
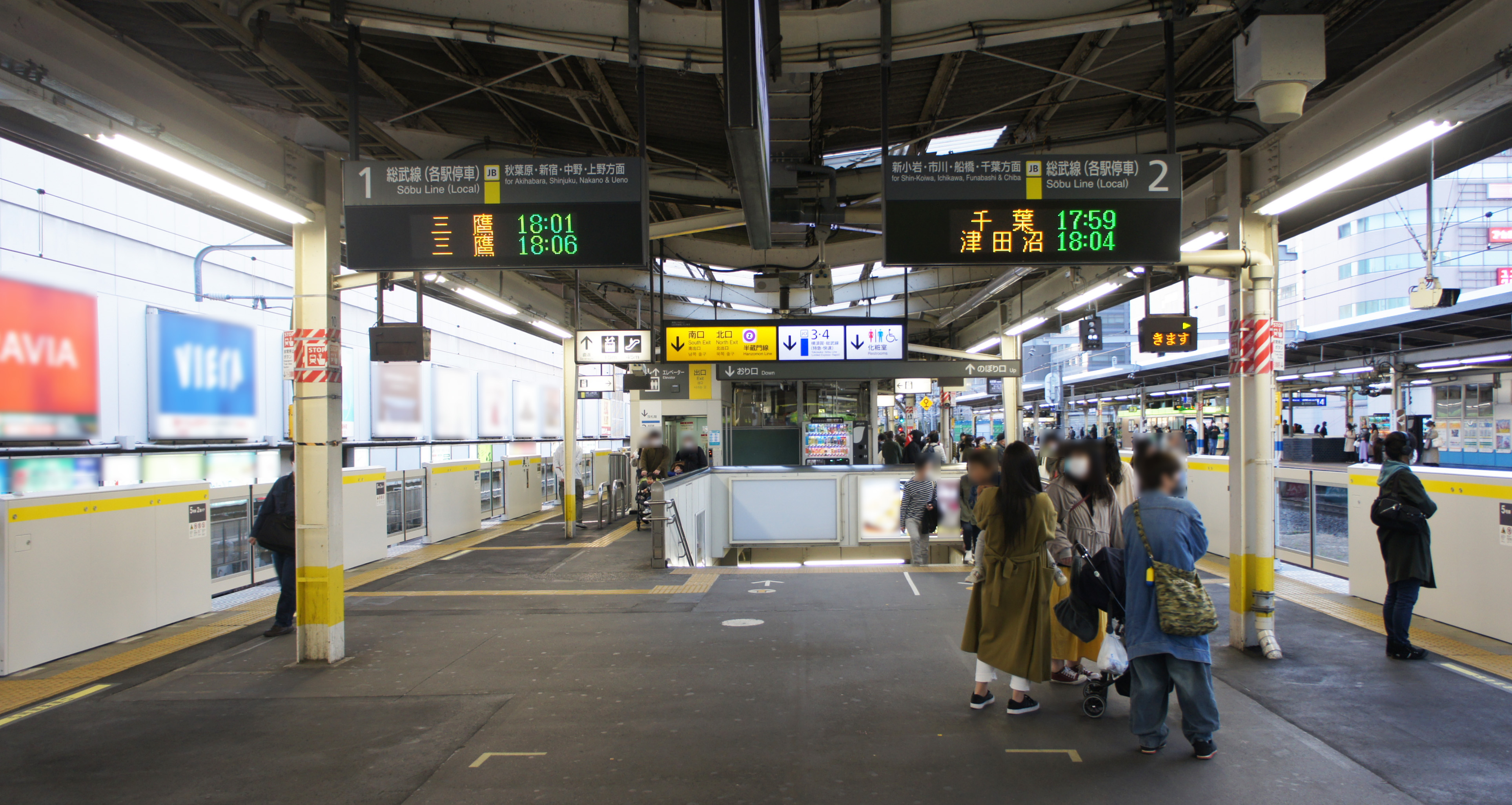
1・2番線ホーム（2021年4月）
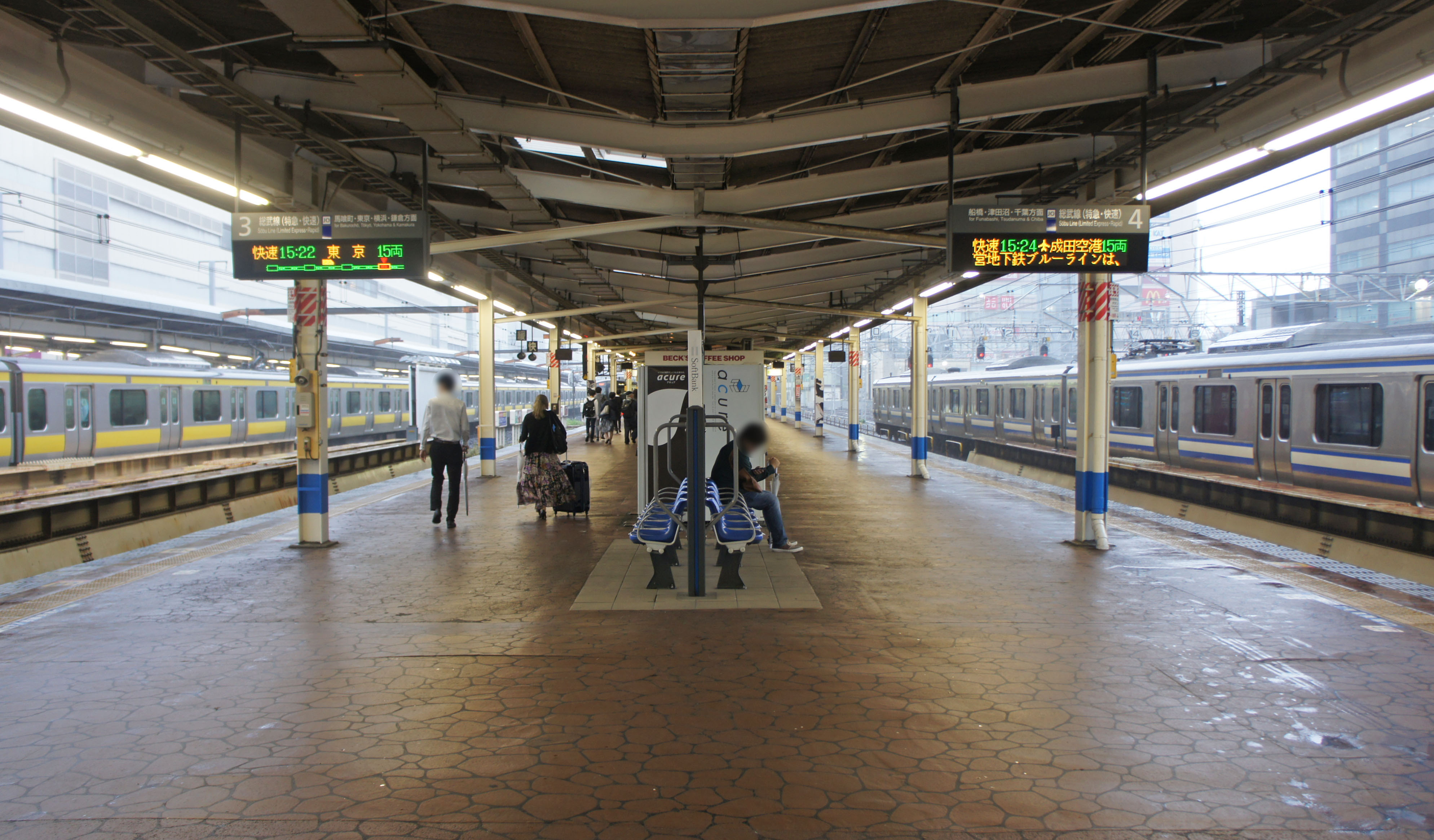
3・4番線ホーム（2019年6月）
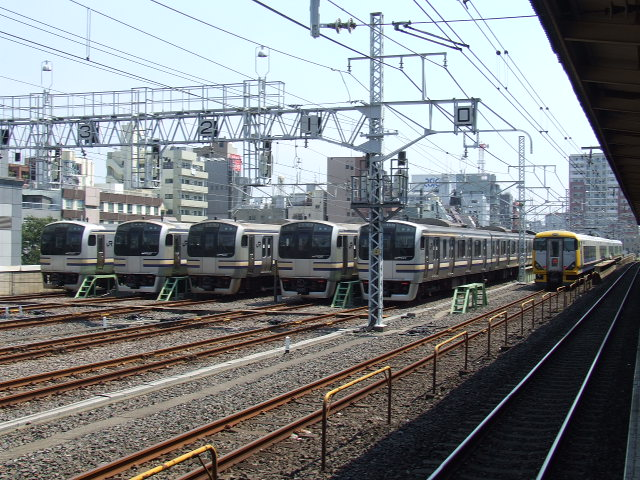
JR駅北側にある留置線（2007年8月）

### 東京メトロ
島式ホーム1面2線を有する地下駅である。押上側には非常用の両渡り線がある（ホームからはやや遠い位置にある）。改札口は1箇所となっている。押上止まりの列車で、終点到着が2番線の列車で、1本後の列車が東武線直通の場合は、階段移動を伴うために当駅で乗り換えを促すアナウンスが行われることもある。
2018年（平成30年）にホームドアが設置されたが、B線（渋谷方面）のみ大開口ホームドアを採用している。これは、押上駅で乗務員が交代した後の最初の停車駅で、乗務員がブレーキ操作に慣れていない可能性があることを考慮し、停止位置許容範囲に余裕を持たせるためである。

#### のりば
| 番線 | 路線     | 行先                                     |
| ---- | -------- | ---------------------------------------- |
| 1    | 半蔵門線 | 渋谷・長津田・中央林間方面               |
| 2    | 半蔵門線 | 押上〈スカイツリー前〉・久喜・南栗橋方面 |

総武線の当駅が開業してから1910年（明治43年）3月26日まで、東武鉄道は亀戸線、総武線を経由して当駅に乗り入れていた（東武亀戸線を参照）。2003年（平成15年）3月19日に半蔵門線との直通運転を開始したことにより、東武鉄道は事実上93年ぶりに当駅への乗り入れを再開したことになった。

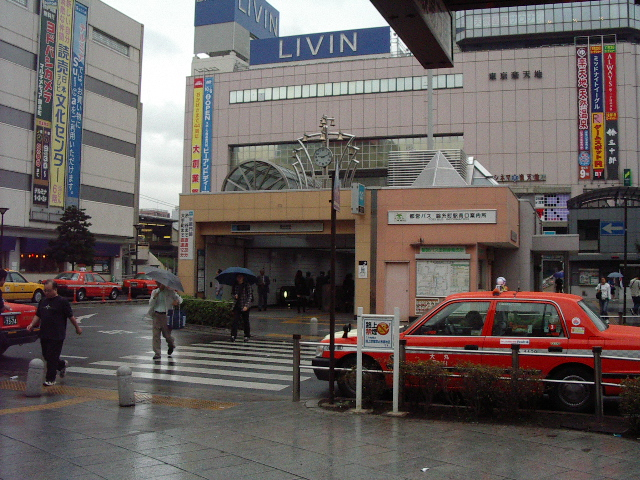
1番出入口（2007年10月）
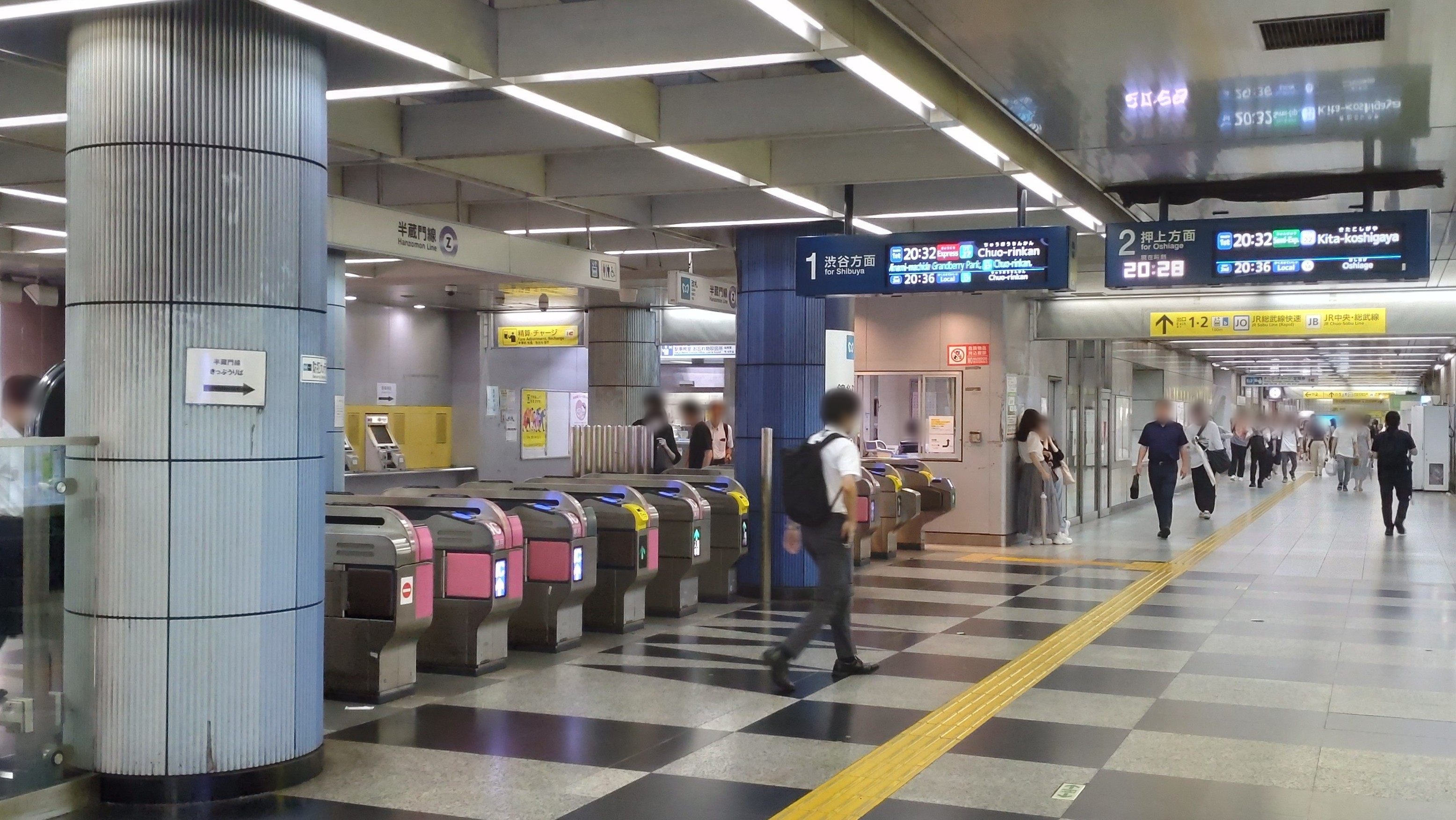
改札口（2025年6月）
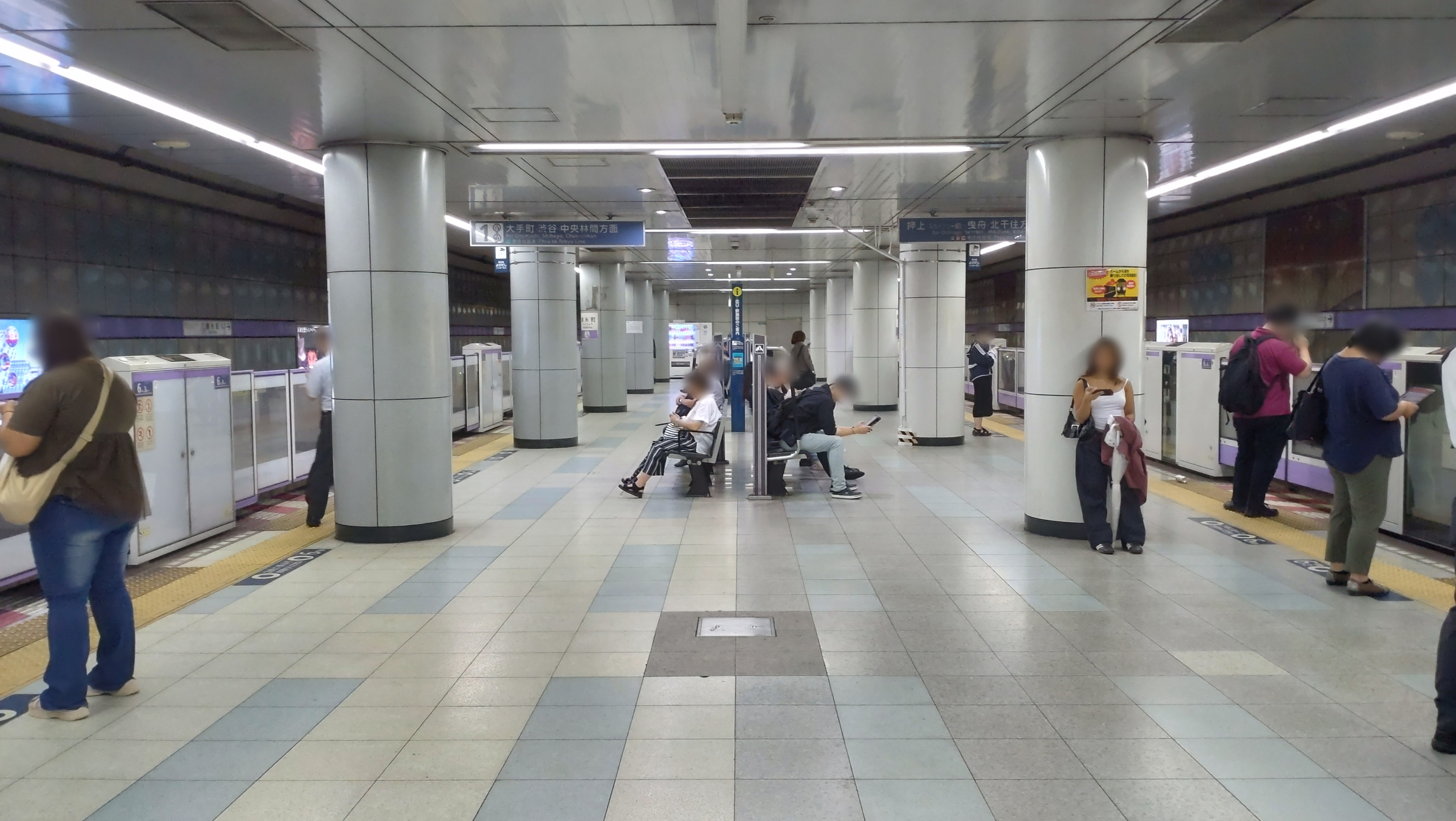
ホーム（2025年6月）

#### 発車メロディ
2018年（平成30年）9月13日からスイッチ制作の発車メロディ（発車サイン音）を使用している。
曲は1番線が「光彩都市」、2番線が「五月雨」（いずれも福嶋尚哉作曲）である。

## 利用状況

### JR東日本
2023年度（令和5年度）の1日平均乗車人員は93,915人である。JR東日本の駅全体では、戸塚駅に次いで第34位。半蔵門線開業前は80,000人程度でほぼ横ばい傾向であったが、半蔵門線が開業し、のちに東京スカイツリーも開業したことから増加傾向に転じ、2006年度（平成18年度）に90,000人、2012年度（平成24年度）に100,000人を越えた。
各年度の推移は以下のとおりである。

#### 1日平均乗車人員（1890年代 - 1930年代）
| 1日平均乗車人員推移（総武鉄道／国鉄） （1890年代 - 1930年代） | 1日平均乗車人員推移（総武鉄道／国鉄） （1890年代 - 1930年代） | 1日平均乗車人員推移（総武鉄道／国鉄） （1890年代 - 1930年代） |
| 年度                                                          | 乗車人員                                                      | 出典 （東京府）                                               |
| ------------------------------------------------------------- | ------------------------------------------------------------- | ------------------------------------------------------------- |
| 1895年（明治28年）                                            | 1,082                                                         | [ 府 1 ]                                                      |
| 1896年（明治29年）                                            | 1,129                                                         | [ 府 2 ]                                                      |
| 1897年（明治30年）                                            | 1,570                                                         | [ 府 3 ]                                                      |
| 1898年（明治31年）                                            | 1,520                                                         | [ 府 4 ]                                                      |
| 1899年（明治32年）                                            | 1,749                                                         | [ 府 5 ]                                                      |
| 1900年（明治33年）                                            | 1,895                                                         | [ 府 6 ]                                                      |
| 1901年（明治34年）                                            | 1,814                                                         | [ 府 7 ]                                                      |
| 1902年（明治35年）                                            | 1,638                                                         | [ 府 8 ]                                                      |
| 1903年（明治36年）                                            | 1,527                                                         | [ 府 9 ]                                                      |
| 1904年（明治37年）                                            | 704                                                           | [ 府 10 ]                                                     |
| 1905年（明治38年）                                            | 377                                                           | [ 府 11 ]                                                     |
| 1907年（明治40年）                                            | 259                                                           | [ 府 12 ]                                                     |
| 1908年（明治41年）                                            | 433                                                           | [ 府 13 ]                                                     |
| 1909年（明治42年）                                            | 412                                                           | [ 府 14 ]                                                     |
| 1911年（明治44年）                                            | 408                                                           | [ 府 15 ]                                                     |
| 1912年（大正元年）                                            | 550                                                           | [ 府 16 ]                                                     |
| 1913年（大正02年）                                            | 653                                                           | [ 府 17 ]                                                     |
| 1914年（大正03年）                                            | 736                                                           | [ 府 18 ]                                                     |
| 1915年（大正04年）                                            | 690                                                           | [ 府 19 ]                                                     |
| 1916年（大正05年）                                            | 717                                                           | [ 府 20 ]                                                     |
| 1919年（大正08年）                                            | 889                                                           | [ 府 21 ]                                                     |
| 1920年（大正09年）                                            | 949                                                           | [ 府 22 ]                                                     |
| 1922年（大正11年）                                            | 1,189                                                         | [ 府 23 ]                                                     |
| 1923年（大正12年）                                            | 1,780                                                         | [ 府 24 ]                                                     |
| 1924年（大正13年）                                            | 2,138                                                         | [ 府 25 ]                                                     |
| 1925年（大正14年）                                            | 2,503                                                         | [ 府 26 ]                                                     |
| 1926年（昭和元年）                                            | 3,061                                                         | [ 府 27 ]                                                     |
| 1927年（昭和02年）                                            | 3,679                                                         | [ 府 28 ]                                                     |
| 1928年（昭和03年）                                            | 5,258                                                         | [ 府 29 ]                                                     |
| 1929年（昭和04年）                                            | 5,467                                                         | [ 府 30 ]                                                     |
| 1930年（昭和05年）                                            | 4,530                                                         | [ 府 31 ]                                                     |
| 1931年（昭和06年）                                            | 4,045                                                         | [ 府 32 ]                                                     |
| 1932年（昭和07年）                                            | 4,436                                                         | [ 府 33 ]                                                     |
| 1933年（昭和08年）                                            | 6,724                                                         | [ 府 34 ]                                                     |
| 1934年（昭和09年）                                            | 8,086                                                         | [ 府 35 ]                                                     |
| 1935年（昭和10年）                                            | 9,177                                                         | [ 府 36 ]                                                     |

#### 1日平均乗車人員（1953年 - 2000年）
| 1日平均乗車人員推移（国鉄／JR東日本）（1953年 - 2000年） | 1日平均乗車人員推移（国鉄／JR東日本）（1953年 - 2000年） | 1日平均乗車人員推移（国鉄／JR東日本）（1953年 - 2000年） | 1日平均乗車人員推移（国鉄／JR東日本）（1953年 - 2000年） | 1日平均乗車人員推移（国鉄／JR東日本）（1953年 - 2000年） |
| 年度                                                     | 乗車人員                                                 | 順位                                                     | 出典                                                     | 出典                                                     |
| 年度                                                     | 乗車人員                                                 | 順位                                                     | JR                                                       | 東京都                                                   |
| -------------------------------------------------------- | -------------------------------------------------------- | -------------------------------------------------------- | -------------------------------------------------------- | -------------------------------------------------------- |
| 1953年（昭和28年）                                       | 33,541                                                   |                                                          |                                                          | [ 都 1 ]                                                 |
| 1954年（昭和29年）                                       | 35,947                                                   |                                                          |                                                          | [ 都 2 ]                                                 |
| 1955年（昭和30年）                                       | 37,625                                                   |                                                          |                                                          | [ 都 3 ]                                                 |
| 1956年（昭和31年）                                       | 42,561                                                   |                                                          |                                                          | [ 都 4 ]                                                 |
| 1957年（昭和32年）                                       | 46,397                                                   |                                                          |                                                          | [ 都 5 ]                                                 |
| 1958年（昭和33年）                                       | 48,971                                                   |                                                          |                                                          | [ 都 6 ]                                                 |
| 1959年（昭和34年）                                       | 53,738                                                   |                                                          |                                                          | [ 都 7 ]                                                 |
| 1960年（昭和35年）                                       | 58,970                                                   |                                                          |                                                          | [ 都 8 ]                                                 |
| 1961年（昭和36年）                                       | 60,336                                                   |                                                          |                                                          | [ 都 9 ]                                                 |
| 1962年（昭和37年）                                       | 68,863                                                   |                                                          |                                                          | [ 都 10 ]                                                |
| 1963年（昭和38年）                                       | 72,479                                                   |                                                          |                                                          | [ 都 11 ]                                                |
| 1964年（昭和39年）                                       | 77,647                                                   |                                                          |                                                          | [ 都 12 ]                                                |
| 1965年（昭和40年）                                       | 80,518                                                   |                                                          |                                                          | [ 都 13 ]                                                |
| 1966年（昭和41年）                                       | 82,665                                                   |                                                          |                                                          | [ 都 14 ]                                                |
| 1967年（昭和42年）                                       | 84,254                                                   |                                                          |                                                          | [ 都 15 ]                                                |
| 1968年（昭和43年）                                       | 83,994                                                   |                                                          |                                                          | [ 都 16 ]                                                |
| 1969年（昭和44年）                                       | 65,150                                                   |                                                          |                                                          | [ 都 17 ]                                                |
| 1970年（昭和45年）                                       | 61,079                                                   |                                                          |                                                          | [ 都 18 ]                                                |
| 1971年（昭和46年）                                       | 58,915                                                   |                                                          |                                                          | [ 都 19 ]                                                |
| 1972年（昭和47年）                                       | 63,211                                                   |                                                          |                                                          | [ 都 20 ]                                                |
| 1973年（昭和48年）                                       | 65,074                                                   |                                                          |                                                          | [ 都 21 ]                                                |
| 1974年（昭和49年）                                       | 65,948                                                   |                                                          |                                                          | [ 都 22 ]                                                |
| 1975年（昭和50年）                                       | 64,609                                                   |                                                          |                                                          | [ 都 23 ]                                                |
| 1976年（昭和51年）                                       | 64,318                                                   |                                                          |                                                          | [ 都 24 ]                                                |
| 1977年（昭和52年）                                       | 63,359                                                   |                                                          |                                                          | [ 都 25 ]                                                |
| 1978年（昭和53年）                                       | 61,770                                                   |                                                          |                                                          | [ 都 26 ]                                                |
| 1979年（昭和54年）                                       | 60,355                                                   |                                                          |                                                          | [ 都 27 ]                                                |
| 1980年（昭和55年）                                       | 57,775                                                   |                                                          |                                                          | [ 都 28 ]                                                |
| 1981年（昭和56年）                                       | 56,918                                                   |                                                          |                                                          | [ 都 29 ]                                                |
| 1982年（昭和57年）                                       | 56,342                                                   |                                                          |                                                          | [ 都 30 ]                                                |
| 1983年（昭和58年）                                       | 58,202                                                   |                                                          |                                                          | [ 都 31 ]                                                |
| 1984年（昭和59年）                                       | 59,789                                                   |                                                          |                                                          | [ 都 32 ]                                                |
| 1985年（昭和60年）                                       | 60,616                                                   |                                                          |                                                          | [ 都 33 ]                                                |
| 1986年（昭和61年）                                       | 64,107                                                   |                                                          |                                                          | [ 都 34 ]                                                |
| 1987年（昭和62年）                                       | 66,331                                                   |                                                          |                                                          | [ 都 35 ]                                                |
| 1988年（昭和63年）                                       | 69,230                                                   |                                                          |                                                          | [ 都 36 ]                                                |
| 1989年（平成元年）                                       | 70,025                                                   |                                                          |                                                          | [ 都 37 ]                                                |
| 1990年（平成02年）                                       | 73,836                                                   |                                                          |                                                          | [ 都 38 ]                                                |
| 1991年（平成03年）                                       | 76,697                                                   |                                                          |                                                          | [ 都 39 ]                                                |
| 1992年（平成04年）                                       | 78,912                                                   |                                                          |                                                          | [ 都 40 ]                                                |
| 1993年（平成05年）                                       | 80,740                                                   |                                                          |                                                          | [ 都 41 ]                                                |
| 1994年（平成06年）                                       | 80,989                                                   |                                                          |                                                          | [ 都 42 ]                                                |
| 1995年（平成07年）                                       | 80,377                                                   |                                                          |                                                          | [ 都 43 ]                                                |
| 1996年（平成08年）                                       | 78,904                                                   |                                                          |                                                          | [ 都 44 ]                                                |
| 1997年（平成09年）                                       | 81,021                                                   |                                                          |                                                          | [ 都 45 ]                                                |
| 1998年（平成10年）                                       | 83,603                                                   |                                                          |                                                          | [ 都 46 ]                                                |
| 1999年（平成11年）                                       | 83,336                                                   | 44位                                                     | [ JR 2 ]                                                 | [ 都 47 ]                                                |
| 2000年（平成12年）                                       | 85,652                                                   | 41位                                                     | [ JR 3 ]                                                 | [ 都 48 ]                                                |

#### 1日平均乗車人員（2001年以降）
| 1日平均乗車人員推移（JR東日本）（2001年以降） | 1日平均乗車人員推移（JR東日本）（2001年以降） | 1日平均乗車人員推移（JR東日本）（2001年以降） | 1日平均乗車人員推移（JR東日本）（2001年以降） | 1日平均乗車人員推移（JR東日本）（2001年以降） | 1日平均乗車人員推移（JR東日本）（2001年以降） | 1日平均乗車人員推移（JR東日本）（2001年以降） | 1日平均乗車人員推移（JR東日本）（2001年以降） | 1日平均乗車人員推移（JR東日本）（2001年以降） |
| 年度                                          | 定期外                                        | 定期                                          | 合計                                          | 前年度比                                      | 順位                                          | 出典                                          | 出典                                          | 出典                                          |
| 年度                                          | 定期外                                        | 定期                                          | 合計                                          | 前年度比                                      | 順位                                          | JR                                            | 東京都                                        | 墨田区                                        |
| --------------------------------------------- | --------------------------------------------- | --------------------------------------------- | --------------------------------------------- | --------------------------------------------- | --------------------------------------------- | --------------------------------------------- | --------------------------------------------- | --------------------------------------------- |
| 2001年（平成13年）                            |                                               |                                               | 84,485                                        |                                               | 41位                                          | [ JR 4 ]                                      | [ 都 49 ]                                     |                                               |
| 2002年（平成14年）                            |                                               |                                               | 87,509                                        |                                               | 40位                                          | [ JR 5 ]                                      | [ 都 50 ]                                     |                                               |
| 2003年（平成15年）                            |                                               |                                               | 88,934                                        |                                               | 38位                                          | [ JR 6 ]                                      | [ 都 51 ]                                     |                                               |
| 2004年（平成16年）                            |                                               |                                               | 89,283                                        |                                               | 37位                                          | [ JR 7 ]                                      | [ 都 52 ]                                     |                                               |
| 2005年（平成17年）                            |                                               |                                               | 89,700                                        |                                               | 37位                                          | [ JR 8 ]                                      | [ 都 53 ]                                     | [ 墨 1 ]                                      |
| 2006年（平成18年）                            |                                               |                                               | 95,118                                        |                                               | 37位                                          | [ JR 9 ]                                      | [ 都 54 ]                                     | [ 墨 1 ]                                      |
| 2007年（平成19年）                            |                                               |                                               | 98,872                                        |                                               | 37位                                          | [ JR 10 ]                                     | [ 都 55 ]                                     | [ 墨 1 ]                                      |
| 2008年（平成20年）                            |                                               |                                               | 99,890                                        |                                               | 37位                                          | [ JR 11 ]                                     | [ 都 56 ]                                     | [ 墨 1 ]                                      |
| 2009年（平成21年）                            |                                               |                                               | 98,986                                        |                                               | 37位                                          | [ JR 12 ]                                     | [ 都 57 ]                                     | [ 墨 1 ]                                      |
| 2010年（平成22年）                            |                                               |                                               | 99,032                                        |                                               | 38位                                          | [ JR 13 ]                                     | [ 都 58 ]                                     | [ 墨 2 ]                                      |
| 2011年（平成23年）                            |                                               |                                               | 99,167                                        |                                               | 37位                                          | [ JR 14 ]                                     | [ 都 59 ]                                     | [ 墨 3 ]                                      |
| 2012年（平成24年）                            | 45,220                                        | 56,029                                        | 101,250                                       |                                               | 35位                                          | [ JR 15 ]                                     | [ 都 60 ]                                     | [ 墨 4 ]                                      |
| 2013年（平成25年）                            | 45,737                                        | 57,784                                        | 103,522                                       |                                               | 36位                                          | [ JR 16 ]                                     | [ 都 61 ]                                     | [ 墨 5 ]                                      |
| 2014年（平成26年）                            | 46,299                                        | 57,248                                        | 103,548                                       |                                               | 35位                                          | [ JR 17 ]                                     | [ 都 62 ]                                     | [ 墨 6 ]                                      |
| 2015年（平成27年）                            | 47,099                                        | 58,091                                        | 105,191                                       |                                               | 34位                                          | [ JR 18 ]                                     | [ 都 63 ]                                     | [ 墨 7 ]                                      |
| 2016年（平成28年）                            | 47,799                                        | 58,422                                        | 106,222                                       | 1.0%                                          | 34位                                          | [ JR 19 ]                                     | [ 都 64 ]                                     | [ 墨 8 ]                                      |
| 2017年（平成29年）                            | 47,861                                        | 58,302                                        | 106,164                                       | −0.1%                                         | 34位                                          | [ JR 20 ]                                     | [ 都 65 ]                                     | [ 墨 9 ]                                      |
| 2018年（平成30年）                            | 47,807                                        | 57,861                                        | 105,669                                       | −0.5%                                         | 38位                                          | [ JR 21 ]                                     | [ 都 66 ]                                     | [ 墨 10 ]                                     |
| 2019年（令和元年）                            | 46,924                                        | 58,756                                        | 105,681                                       | 0.0%                                          | 36位                                          | [ JR 22 ]                                     | [ 都 67 ]                                     | [ 墨 11 ]                                     |
| 2020年（令和02年）                            | 29,747                                        | 44,595                                        | 74,343                                        | −29.7%                                        | 36位                                          | [ JR 23 ]                                     | [ 都 68 ]                                     | [ 墨 12 ]                                     |
| 2021年（令和03年）                            | 35,456                                        | 43,140                                        | 78,597                                        | 5.7%                                          | 35位                                          | [ JR 24 ]                                     | [ 都 69 ]                                     | [ 墨 13 ]                                     |
| 2022年（令和04年）                            | 42,750                                        | 44,839                                        | 87,590                                        | 11.4%                                         | 34位                                          | [ JR 25 ]                                     | [ 都 70 ]                                     | [ 墨 14 ]                                     |
| 2023年（令和05年）                            | 46,840                                        | 47,074                                        | 93,915                                        | 107.2%                                        | 34位                                          | [ JR 1 ]                                      |                                               |                                               |

### 東京メトロ
2024年度の1日平均乗降人員は104,930人である。東京メトロの駅全体では、明治神宮前駅に次いで第31位。開業前の予想では32,000人程度と見込まれていたが、開業以来その数字を上回り、2008年度（平成20年度）に80,000人を越えるまで急激な伸びを見せた。その後も緩やかに増加し、2015年度（平成27年度）には100,000人を超えている。
開業後以降の推移は以下のとおりである。
| 1日平均乗車人員・乗降人員推移（営団／東京メトロ） | 1日平均乗車人員・乗降人員推移（営団／東京メトロ） | 1日平均乗車人員・乗降人員推移（営団／東京メトロ） | 1日平均乗車人員・乗降人員推移（営団／東京メトロ） | 1日平均乗車人員・乗降人員推移（営団／東京メトロ） | 1日平均乗車人員・乗降人員推移（営団／東京メトロ） | 1日平均乗車人員・乗降人員推移（営団／東京メトロ） | 1日平均乗車人員・乗降人員推移（営団／東京メトロ） | 1日平均乗車人員・乗降人員推移（営団／東京メトロ） | 1日平均乗車人員・乗降人員推移（営団／東京メトロ） | 1日平均乗車人員・乗降人員推移（営団／東京メトロ） |
| 年度                                              | 乗車人員                                          | 乗降人員                                          | 乗降人員                                          | 乗降人員                                          | 乗降人員                                          | 乗降人員                                          | 出典                                              | 出典                                              | 出典                                              | 出典                                              |
| 年度                                              | 乗車人員                                          | 定期外                                            | 定期                                              | 合計                                              | 増加率                                            | 順位                                              | メトロ                                            | 関東広告                                          | 東京都                                            | 墨田区                                            |
| ------------------------------------------------- | ------------------------------------------------- | ------------------------------------------------- | ------------------------------------------------- | ------------------------------------------------- | ------------------------------------------------- | ------------------------------------------------- | ------------------------------------------------- | ------------------------------------------------- | ------------------------------------------------- | ------------------------------------------------- |
| 2002年（平成14年）                                | 20,308                                            |                                                   |                                                   | 31,426                                            |                                                   | 87位                                              | [ メ 2 ]                                          |                                                   | [ 都 71 ]                                         |                                                   |
| 2003年（平成15年）                                | 22,902                                            | 26,248                                            | 19,708                                            | 45,956                                            | 46.2%                                             | 72位                                              | [ メ 3 ]                                          | [ 関広 1 ]                                        | [ 都 72 ]                                         |                                                   |
| 2004年（平成16年）                                | 27,277                                            | 29,012                                            | 25,408                                            | 54,420                                            | 18.4%                                             | 54位                                              | [ メ 4 ]                                          | [ 関広 2 ]                                        | [ 都 73 ]                                         |                                                   |
| 2005年（平成17年）                                | 29,622                                            | 31,564                                            | 27,932                                            | 59,496                                            | 9.3%                                              | 53位                                              | [ メ 5 ]                                          | [ 関広 3 ]                                        | [ 都 74 ]                                         | [ 墨 1 ]                                          |
| 2006年（平成18年）                                | 34,386                                            | 35,709                                            | 32,576                                            | 68,285                                            | 14.8%                                             | 48位                                              | [ メ 6 ]                                          | [ 関広 4 ]                                        | [ 都 75 ]                                         | [ 墨 1 ]                                          |
| 2007年（平成19年）                                | 38,653                                            | 39,983                                            | 37,406                                            | 77,389                                            | 13.3%                                             | 45位                                              | [ メ 7 ]                                          | [ 関広 5 ]                                        | [ 都 76 ]                                         | [ 墨 1 ]                                          |
| 2008年（平成20年）                                | 40,249                                            | 41,579                                            | 39,768                                            | 81,347                                            | 5.1%                                              | 44位                                              | [ メ 8 ]                                          | [ 関広 6 ]                                        | [ 都 77 ]                                         | [ 墨 1 ]                                          |
| 2009年（平成21年）                                | 40,485                                            | 41,250                                            | 40,244                                            | 81,494                                            | 0.2%                                              | 43位                                              | [ メ 9 ]                                          | [ 関広 7 ]                                        | [ 都 78 ]                                         | [ 墨 1 ]                                          |
| 2010年（平成22年）                                | 41,411                                            | 42,346                                            | 40,978                                            | 83,324                                            | 2.2%                                              | 43位                                              | [ メ 10 ]                                         | [ 関広 8 ]                                        | [ 都 79 ]                                         | [ 墨 2 ]                                          |
| 2011年（平成23年）                                | 40,880                                            | 41,796                                            | 40,546                                            | 82,342                                            | −1.2%                                             | 42位                                              | [ メ 11 ]                                         | [ 関広 9 ]                                        | [ 都 80 ]                                         | [ 墨 3 ]                                          |
| 2012年（平成24年）                                | 44,101                                            | 47,189                                            | 42,044                                            | 89,233                                            | 8.4%                                              | 41位                                              | [ メ 12 ]                                         | [ 関広 10 ]                                       | [ 都 81 ]                                         | [ 墨 4 ]                                          |
| 2013年（平成25年）                                | 45,873                                            | 48,098                                            | 44,560                                            | 92,658                                            | 3.8%                                              | 41位                                              | [ メ 13 ]                                         | [ 関広 11 ]                                       | [ 都 82 ]                                         | [ 墨 5 ]                                          |
| 2014年（平成26年）                                | 47,183                                            | 49,402                                            | 46,308                                            | 95,710                                            | 3.3%                                              | 41位                                              | [ メ 14 ]                                         | [ 関広 12 ]                                       | [ 都 83 ]                                         | [ 墨 6 ]                                          |
| 2015年（平成27年）                                | 49,295                                            | 51,673                                            | 48,602                                            | 100,275                                           | 4.8%                                              | 39位                                              | [ メ 15 ]                                         | [ 関広 13 ]                                       | [ 都 84 ]                                         | [ 墨 7 ]                                          |
| 2016年（平成28年）                                | 51,049                                            | 53,385                                            | 50,466                                            | 103,851                                           | 3.6%                                              | 39位                                              | [ メ 16 ]                                         | [ 関広 14 ]                                       | [ 都 85 ]                                         | [ 墨 8 ]                                          |
| 2017年（平成29年）                                | 51,778                                            | 53,766                                            | 51,576                                            | 105,342                                           | 1.4%                                              | 40位                                              | [ メ 17 ]                                         | [ 関広 15 ]                                       | [ 都 86 ]                                         | [ 墨 9 ]                                          |
| 2018年（平成30年）                                | 52,986                                            | 55,276                                            | 52,646                                            | 107,922                                           | 2.4%                                              | 39位                                              | [ メ 18 ]                                         | [ 関広 16 ]                                       | [ 都 87 ]                                         | [ 墨 10 ]                                         |
| 2019年（令和元年）                                | 54,079                                            | 55,750                                            | 54,386                                            | 110,136                                           | 2.1%                                              | 35位                                              | [ メ 19 ]                                         | [ 関広 17 ]                                       | [ 都 88 ]                                         | [ 墨 11 ]                                         |
| 2020年（令和02年）                                | 36,652                                            | 34,797                                            | 39,540                                            | 74,337                                            | −32.5%                                            | 30位                                              | [ メ 20 ]                                         | [ 関広 18 ]                                       | [ 都 89 ]                                         | [ 墨 12 ]                                         |
| 2021年（令和03年）                                | 39,329                                            | 41,169                                            | 38,744                                            | 79,913                                            | 7.5%                                              | 28位                                              | [ メ 21 ]                                         | [ 関広 19 ]                                       | [ 都 90 ]                                         | [ 墨 13 ]                                         |
| 2022年（令和04年）                                | 45,192                                            | 50,131                                            | 41,882                                            | 92,013                                            | 15.1%                                             | 28位                                              | [ メ 22 ]                                         | [ 関広 20 ]                                       | [ 都 91 ]                                         | [ 墨 14 ]                                         |
| 2023年（令和05年）                                |                                                   | 55,995                                            | 44,044                                            | 100,039                                           | 8.7%                                              | 29位                                              | [ メ 23 ]                                         | [ 関広 21 ]                                       |                                                   |                                                   |
| 2024年（令和06年）                                |                                                   |                                                   |                                                   | 104,930                                           | 4.9%                                              | 31位                                              | [ メ 1 ]                                          |                                                   |                                                   |                                                   |

備考
1. 1 2  2003年（平成15年）3月19日に開業。開業日から同年3月31日までの計13日間を集計したデータ[19]。

## 駅周辺
当駅周辺は、東京都の副都心（錦糸町・亀戸副都心）に指定されている。
北口および南口ともに地下駐輪場が設置されているものの、2013年度における東京都の調査によれば、放置自転車の数が東京都内の駅の中で最も多かった。
北口は錦糸、南口は江東橋の街が広がっている。

### 北口
北口は元々日本国有鉄道の用地が広がっており、商業施設はあまり多くなかった。1980年（昭和55年）ごろに再開発の機運が高まり再開発組合が設置され、1997年（平成9年）10月に「アルカタワーズ錦糸町」がオープンすることとなった（再開発組合は2000年〈平成12年〉に解散）。これと同時に、北口の核施設としてそごう錦糸町店が開店したが、そごうの経営難に伴いわずか3年で閉店されることとなり、2002年（平成14年）より現在の「アルカキット錦糸町」として営業している。
なお、駅前にはJR錦糸町北口モニュメントとして、ヘ音記号をイメージした金色のオブジェ「ECHO」（エコー）が設置されている。
- アルカタワーズ
  - アルカイースト（半蔵門線3番出口直結）
  - アルカセントラル
  - アルカウェスト（AIGタワー）
  - すみだトリフォニーホール
  - 東武ホテルレバント東京
  - アルカキット錦糸町
- テルミナ2
- ロッテシティホテル錦糸町（半蔵門線5番出口直結）
- オリナス錦糸町
  - フードスクエアオリナス錦糸町店
  - TOHOシネマズ錦糸町オリナス（スクリーン1 - 8）
- 本所郵便局
- 墨田横川郵便局

### 南口
南口は東京の東側の歓楽街として栄えている。
- テルミナ
  - ヨドバシカメラマルチメディア錦糸町
- テルミナ3
- 丸井錦糸町店・すみだ産業会館
- 東京楽天地（半蔵門線2番出口直結）
  - TOHOシネマズ錦糸町楽天地（スクリーン9 - 12）
  - 錦糸町PARCO[22]
    - 錦糸町パルコ内郵便局

  - 西友錦糸町店
- JRA ウインズ錦糸町 東館・西館
- 東京トラフィック錦糸町ビル（旧・錦糸町白木屋）
  - みずほ銀行
- 墨田江東橋郵便局

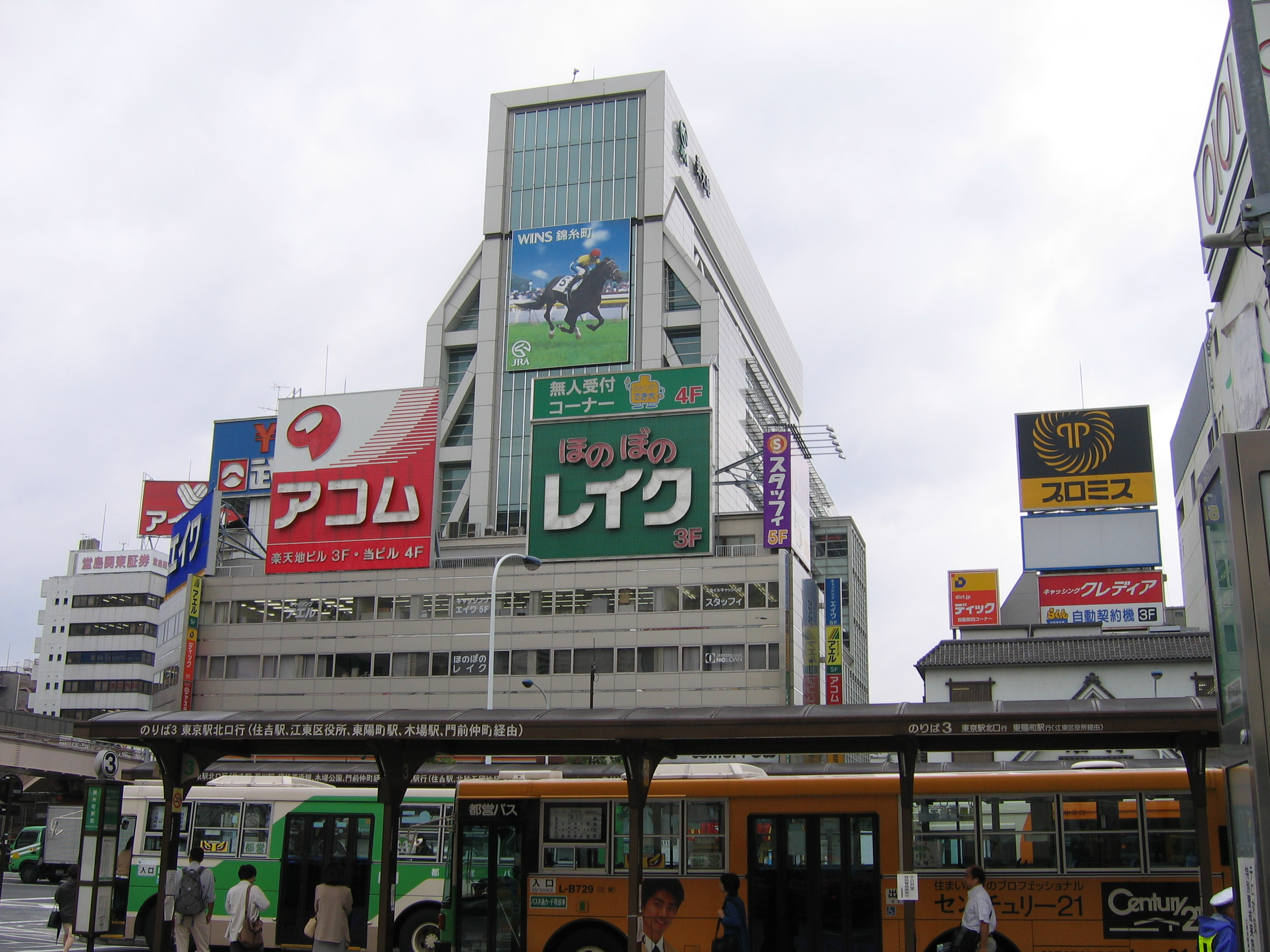
JR南口改札付近からの眺め（2006年9月）
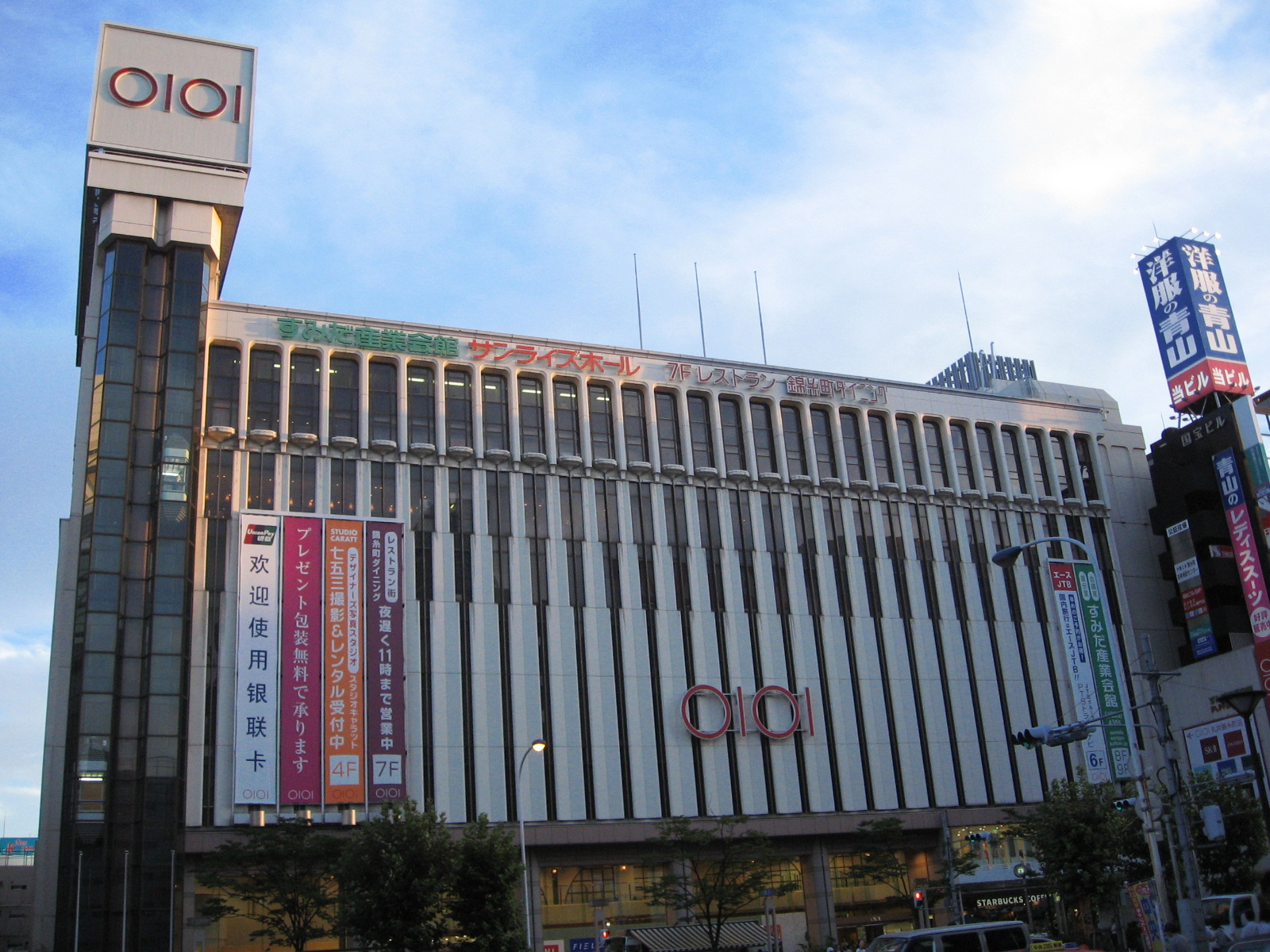
丸井錦糸町店
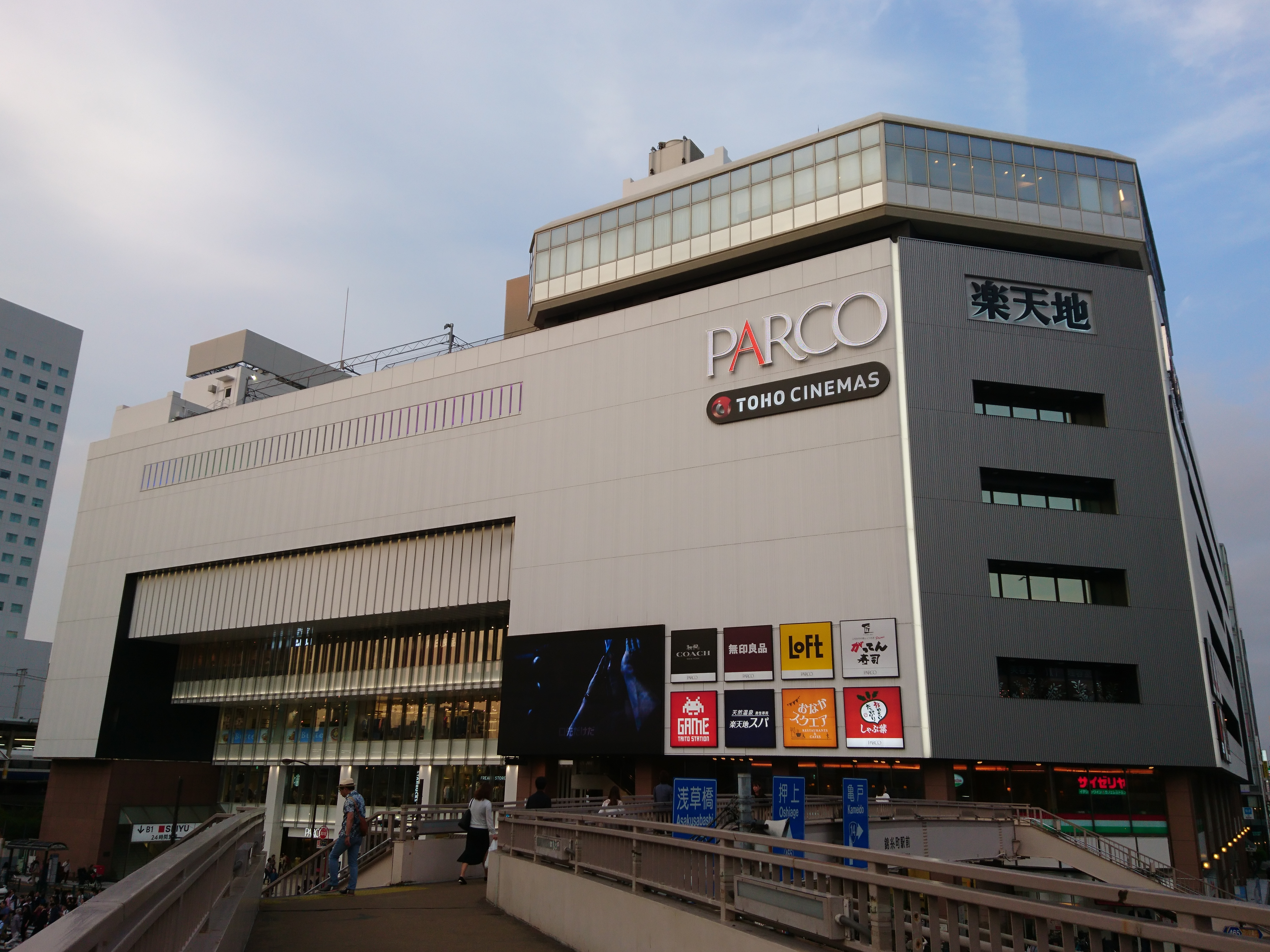
東京楽天地（2019年6月）

### 公共施設など
- 錦糸公園
  - 墨田区総合体育館（ひがしんアリーナ）
- 墨田公共職業安定所（ハローワーク墨田）
- 東京都立墨東病院
- 東京簡易裁判所墨田庁舎（東京区検察庁道路交通部墨田分室・警視庁交通執行課墨田分室）
- 東京都交通局江東自動車営業所
- 大横川親水公園
- 学校法人立志舎
  - 東京ITプログラミング&会計専門学校錦糸町校
  - 東京法律公務員専門学校錦糸町校
  - 専門学校日本鉄道&スポーツビジネスカレッジ21
  - 立志舎高等学校
- 東京都立両国高等学校・附属中学校
- 国道14号（京葉道路）
- 東京都道465号深川吾嬬町線（四ツ目通り）
- 首都高速7号小松川線 錦糸町出入口

## バス路線
当駅北口ロータリー、南口ロータリー、および京葉道路と四ツ目通り上に停留所が設置されている。また、少々離れた東武ホテルレバント東京の正面玄関車寄せ内に空港リムジンバスのりばがある。以下の路線が乗り入れており、都営バス、東京空港交通、京成バス、東武バスセントラル、京浜急行バスにより運行されている。

### 南口側
都営バス錦22系統・東22系統の錦糸町駅前行は、南口ロータリー到着前に四ツ目通り上の降車専用バス停にも停車する（一部便を除く）。
1番のりば付近に都営バスの定期券発売所が設置されている（半蔵門線1番出口と建物を共用）。
| のりば                          | 運行事業者                                 | 系統・行先 | 備考                                                                             |
| 錦糸町駅前                      | 錦糸町駅前                                 | 錦糸町駅前 | 錦糸町駅前                                                                       |
| ------------------------------- | ------------------------------------------ | --- | -------------------------------------------------------------------------------- |
| 0                               | 都営バス                                   | 錦18：新木場駅前・国際展示場駅前                                                                                                 | 平日始発 - 9時のみ発着                                                           |
| 1                               | 都営バス                                   | - 錦13：晴海埠頭・豊洲駅前・深川車庫前 - 錦18：新木場駅前・国際展示場駅前 - 急行05（江東区城東シャトル）・直行03：日本科学未来館 | - 「錦18」は平日のみ運行、朝は0番のりば発 - 「急行05」「直行03」は土休日のみ運行 |
| 2                               | 都営バス                                   | - 都07：門前仲町・東陽町駅前 - 両28：第六葛西小学校前                                                                            | 「両28」は夜1本のみ運行                                                          |
| 3                               | 都営バス                                   | 東22：東陽町駅前・東京駅丸の内北口                                                                                               |                                                                                  |
| 4                               | 都営バス                                   | 錦28：東大島駅前 |                                                                                  |
| 5                               | 都営バス                                   | 錦25：葛西駅前・船堀駅前 |                                                                                  |
| 6                               | 都営バス                                   | 錦27：小岩駅前 |                                                                                  |
| 7                               | 都営バス                                   | - 錦11：亀戸駅前 - 両28：葛西橋・臨海車庫                                                                                        |                                                                                  |
| 8                               | 都営バス                                   | 錦27・両28：両国駅前 | - 京葉道路上に設置 - 平日は丸井前、土休日はみずほ銀行前から発着                  |
| 10                              | 都営バス                                   | - 錦11：築地駅前 - 錦22：臨海車庫                                                                                                | 四ツ目通り上に設置                                                               |
| 錦糸町駅                        |                                            | |                                                                                  |
|                                 | - 京浜急行バス - 東武バスセントラル        | スカイツリーシャトル：羽田空港                                                                                                   | - 四ツ目通り上に設置 - 東京スカイツリータウン行きは降車専用                      |
| - 京成バス - 東武バスセントラル | スカイツリーシャトル：東京ディズニーランド | | - 四ツ目通り上に設置 - 東京スカイツリータウン行きは降車専用                      |

### 北口側
| のりば                 | 運行事業者                                                                | 系統・行先                                          | 備考                                 |
| 錦糸町駅前             | 錦糸町駅前                                                                | 錦糸町駅前                                          | 錦糸町駅前                           |
| ---------------------- | ------------------------------------------------------------------------- | --------------------------------------------------- | ------------------------------------ |
| 1                      | 都営バス                                                                  | 都02：大塚駅前・大塚二丁目                          |                                      |
| 2                      | 都営バス                                                                  | 都08(T08)：日暮里駅前・東武浅草駅前                 |                                      |
| 3                      | 都営バス                                                                  | - 錦37：青戸車庫前・新四ツ木橋 - 錦40：南千住駅東口 | 「錦37」の新四ツ木橋行は平日のみ運行 |
| 錦糸町駅北口           |                                                                           |                                                     |                                      |
|                        | 墨田区内循環バス 「すみだ百景 すみまるくん・すみりんちゃん」 （京成バス） | 南部ルート：両国駅西口方面                          |                                      |
| 東武ホテルレバント東京 |                                                                           |                                                     |                                      |
|                        | 東京空港交通                                                              | リムジンバス：成田空港／羽田空港                    |                                      |

## 隣の駅
東日本旅客鉄道（JR東日本）
- 特急「しおさい」「あずさ」「富士回遊」、臨時特急「新宿さざなみ」「新宿わかしお」停車駅

 総武線（快速）
馬喰町駅 (JO 21) - 錦糸町駅 (JO 22) - 新小岩駅 (JO 23)
 総武線（各駅停車）
両国駅 (JB 21) - 錦糸町駅 (JB 22) - 亀戸駅 (JB 23)
東京地下鉄（東京メトロ）
 半蔵門線
住吉駅 (Z 12) - 錦糸町駅 (Z 13) - 押上駅 (Z 14)

### 記事本文